# U.S. National Championships 1890
Die 10. U.S. National Championships 1890 waren ein Tennis-Rasenplatzturnier der Klasse Grand Slam. Das Herrenturnier fand vom 18. bis 27. August 1890 im Newport Casino in Newport statt. Die Damen spielten vom 10. bis 13. Juni 1890 in Philadelphia.